# 179221 Hrvojebožić
179221 Hrvojebožić è un asteroide della fascia principale. Scoperto nel 2001, presenta un'orbita caratterizzata da un semiasse maggiore pari a 2,7729842 au e da un'eccentricità di 0,0756445, inclinata di 3,19713° rispetto all'eclittica.